# Église Saint-Rémy de Baccarat
Pour l’article homonyme, voir Église Saint-Rémi.
L'église Saint-Rémy de Baccarat est une église située à Baccarat, dans le département de Meurthe-et-Moselle en région Grand Est.

## Situation
L'édifice se trouve 1 avenue de Lachapelle, en face de la mairie et le long de la Meurthe.

## Historique
L'église Saint-Remy (XIXe siècle) détruite en 1944, a été reconstruite dans le style moderne. Érigée entre 1953 et 1957 par l'architecte Nicolas Kazis (né vers 1920), elle est tout entière placée sous le signe du triangle, symbole de la Sainte Trinité. Cette église est depuis 2013 inscrite au patrimoine de Lorraine. L'église en totalité, y compris le campanile, est classée au titre des monuments historiques par arrêté du 17 juin 2013.

## Description
Le clocher de forme triédrique mesure 55 mètres de hauteur, il abrite trois cloches. 
La décoration lumineuse (vitraux) du "groupe témoignage" est composée de 4000 dalles de 2,5 cm d'épaisseur découpées en 20 000 petits morceaux de cristal de Baccarat, ajustés dans le béton. L'ensemble coloré se décline en plus de 150 teintes et en fait un ensemble unique au monde. De chaque côté du chœur, deux ensembles symétriques représentent les douze Apôtres reconnaissables à leurs attributs traditionnels. 
Un très beau mobilier en fer forgé complète l'église : 2 bénitiers avec vasques en baccarat, le lustre, 2 grilles de séparation dans le transept, l'ambon, le tabernacle et ses dalles de cristal et le baptistère ainsi que le pied de la croix avec un christ en bois. 
Deux autres statues sont présentes dans les nefs latérales, saint Remy et la Vierge à l'Enfant (N.-D. de l'Offrande) de François Brochet. Pour éclairer les allées latérales, des sculptures en pierre reconstituée et cristal de Baccarat représentent les 14 stations du chemin de la croix. 
Le plafond est composé de 130 éléments de bois collé, il pèse 19 tonnes. 
À l'entrée du vaisseau, en tribune sont installées les grandes orgues, instrument majestueux de Jacquot Lavergne (1958), il est composé de 3 claviers et d'un pédalier et comporte 40 registres. L'ensemble sonore a 3 660 tuyaux.

## Galerie

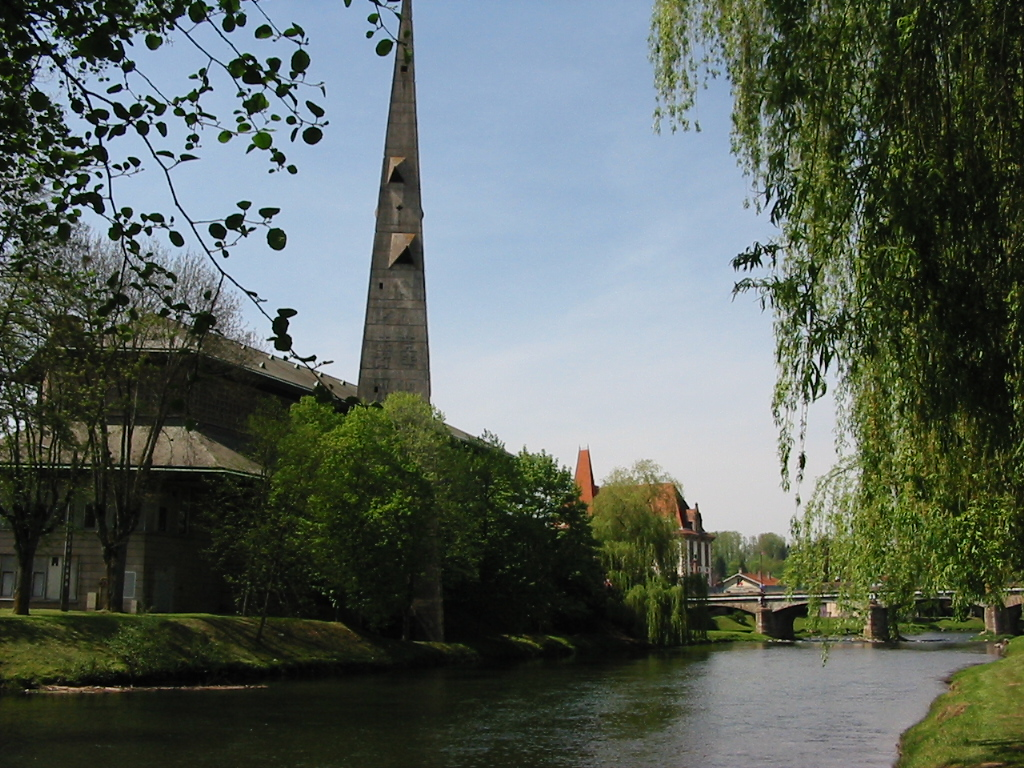
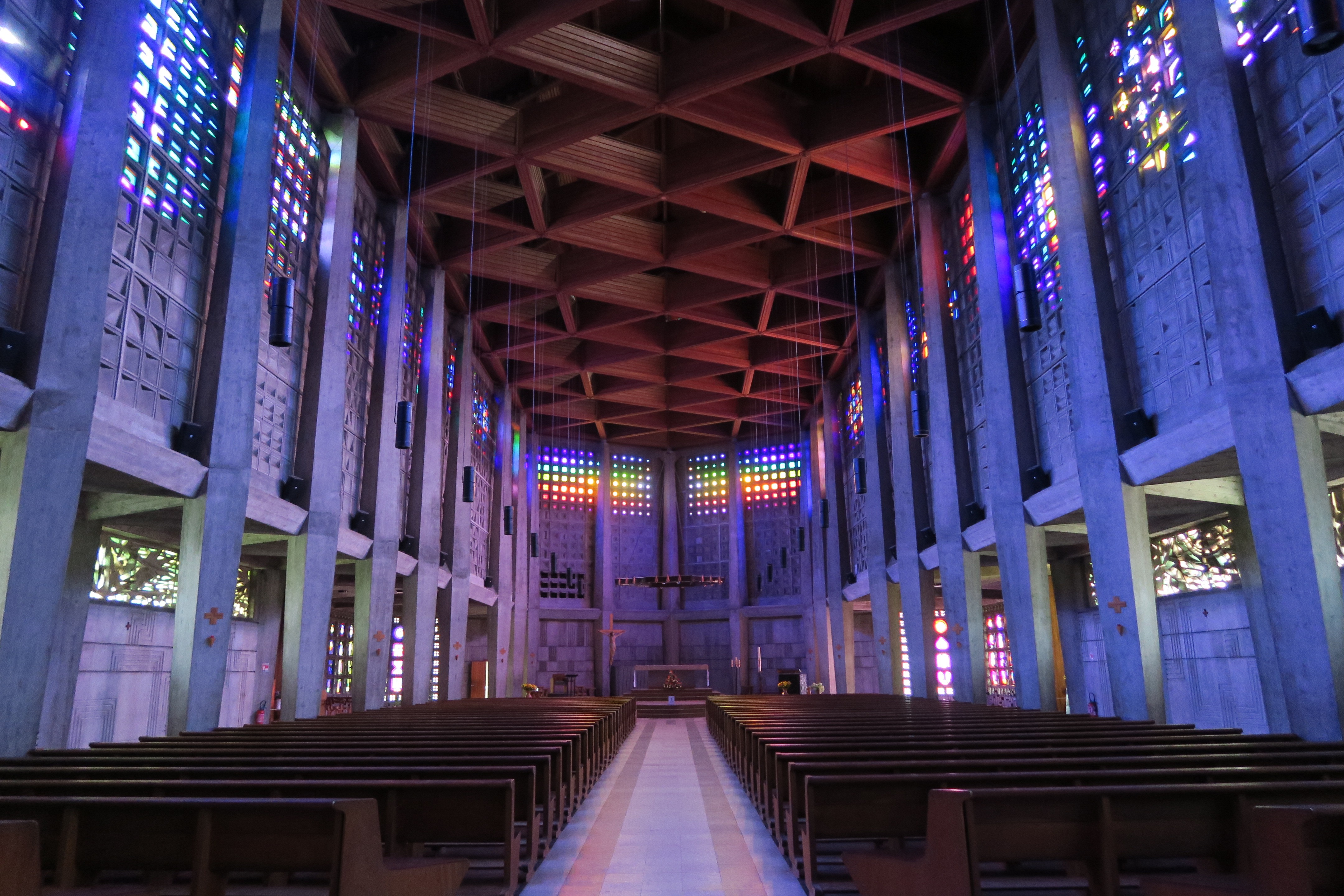
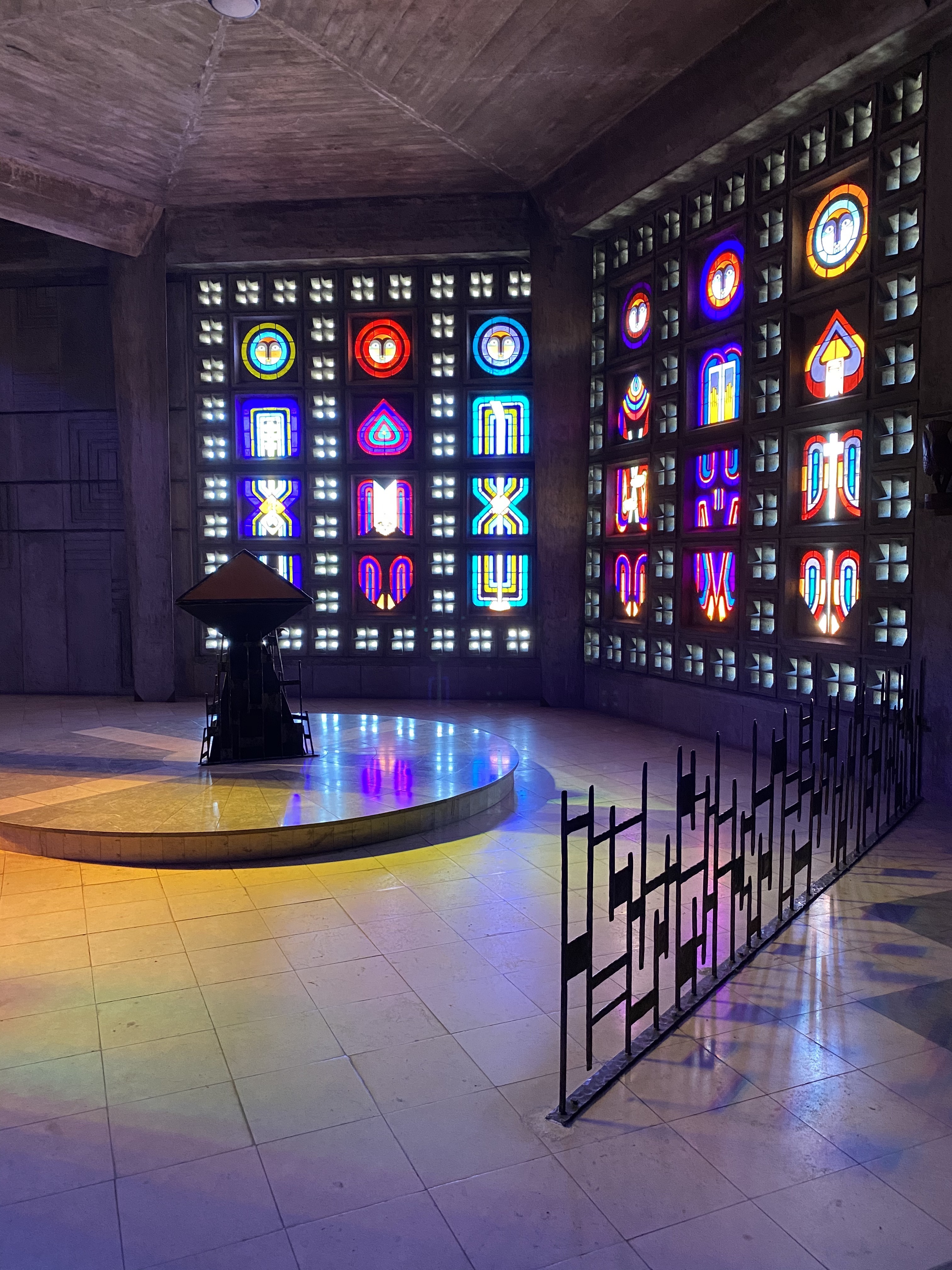
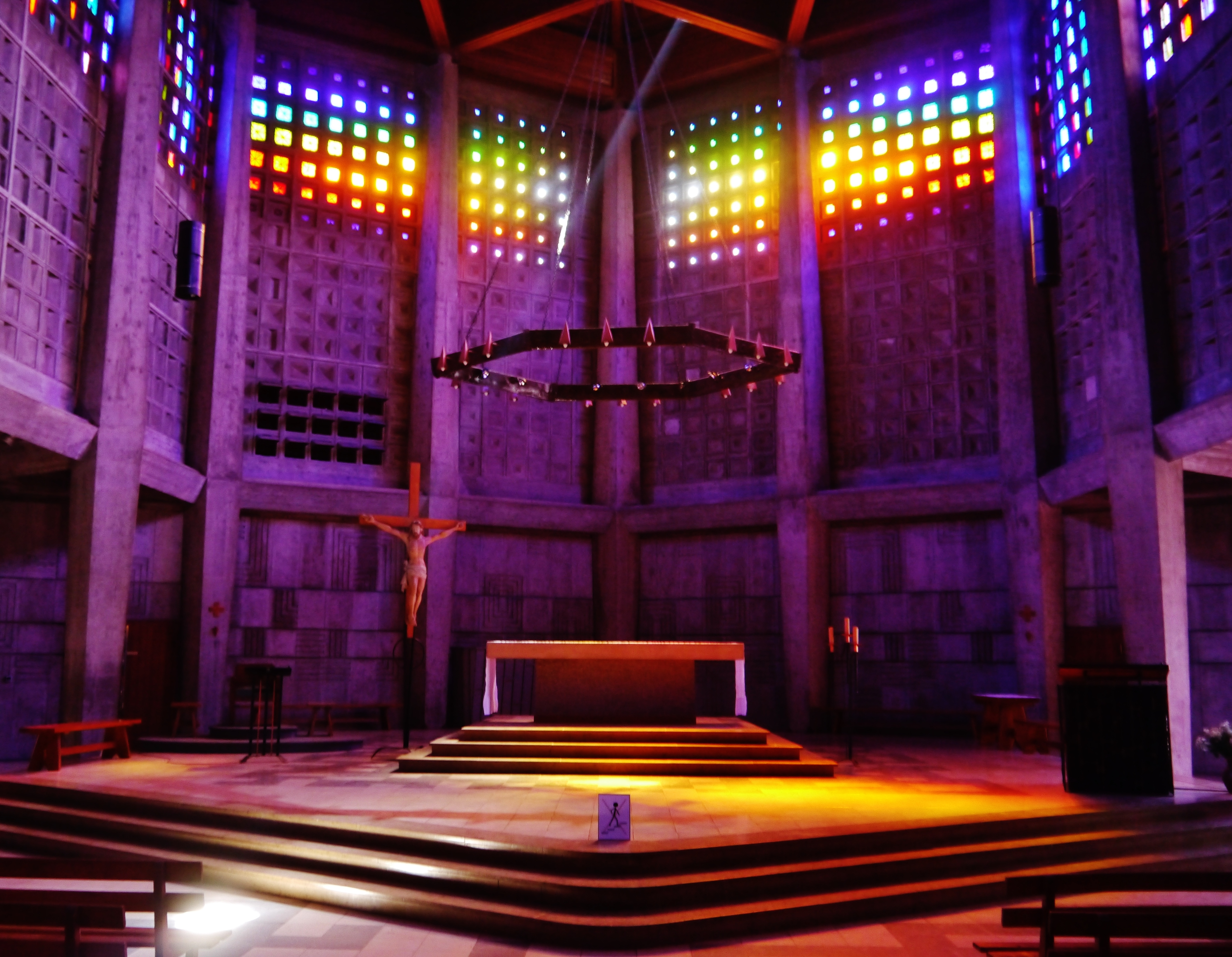